# Radiologia interventistica
La radiologia interventistica (RI) è una branca della radiologia medica che comprende tutte le procedure invasive o mini-invasive diagnostiche e terapeutiche effettuate mediante la guida e il controllo delle metodiche radiologiche, quali fluoroscopia, tomografia computerizzata, risonanza magnetica, ecografia. L'obiettivo della radiologia interventistica è quello di ottenere risultati e mortalità uguali o migliori rispetto ai corrispondenti interventi chirurgici. La radiologia interventistica può essere suddivisa in vascolare ed extra-vascolare. La cosiddetta "chirurgia endovascolare" coincide sostanzialmente con la radiologia interventistica vascolare. La radiologia interventistica è stata anche definita radio-chirurgia o chirurgia radio-guidata.
La radiologia interventistica oggi è una disciplina caratterizzata da un'attenzione clinica sempre maggiore nei confronti dei pazienti; il medico radiologo interventista è un medico specialista capace dunque di garantire non solo procedure mini-invasive, ma anche di seguire il paziente nel periodo pre-operatorio e nel follow-up post-operatorio attraverso ambulatori dedicati.

## Storia
La radiologia interventistica ha subito e subisce tuttora un travolgente sviluppo e una rapida evoluzione grazie soprattutto alla tecnologia e alla disponibilità di materiali sempre più sofisticati e dedicati.
Alla base delle procedure di radiologia interventistica in ambito vascolare vi è una tecnica radiologica chiamata angiografia. Per eseguire un'angiografia attualmente l'accesso più frequente risulta essere la puntura dell'arteria femorale, secondo la tecnica di Seldinger da questi ideata negli anni '50. Storicamente vanno ricordati anche Melvin Judkins e Frank Mason Sones per le innovazioni negli approcci percutanei e lo sviluppo delle tecniche coronarografiche.
Nel 1964, Charles Dotter per la prima volta nella storia della radiologia interventistica trattò in modo fortuito una stenosi dell'arteria iliaca semplicemente passandovi dei cateteri progressivamente più grandi per eseguire un'angiografia femorale. La paziente si rese conto che, a distanza di un giorno, la claudicatio intermittens dell'arto inferiore era stata risolta e che poteva camminare senza alcun impedimento, con guarigione dopo alcune settimane.
In Italia, la prima procedura di embolizzazione venne eseguita nel 1972, quando a Roma venne trattata per la prima volta un'emorragia addominale in un carabiniere colpito in una sparatoria. Attraverso cateteri angiografici venne infusa pitressina ed embolizzata con coagulo autologo l'arteria sanguinante.

## Tecnica, indicazioni, risultati e limiti
La radiologia interventistica si è affiancata alle tecniche di chirurgia tradizionale e spesse volte, soprattutto negli ultimi anni, le ha sostituite grazie ai peculiari vantaggi che la contraddistinguono:
- nel 90% dei casi viene eseguita in anestesia locale;
- richiede tempi di ricovero estremamente brevi e in alcuni casi può essere effettuata anche in regime ambulatoriale, abbattendo i costi di degenza;
- le tecniche di radiologia interventistica sono considerate mini-invasive in quanto in più del 90% dei casi vengono eseguite per via percutanea, senza necessità quindi di tomia, ovvero di esposizione chirurgica dell'organo da trattare;
- i rischi della metodica, rispetto alla chirurgia, sono decisamente inferiori e, in buona parte dei casi, trascurabili;
- in alcuni casi può essere ripetuto in caso di recidiva della patologia (ad es. bilioplastica, ureteroplastica, angioplastica);
- non impedisce l'eventuale correzione chirurgica.

Gli svantaggi della RI sono sostanzialmente riconducibili a:
- necessità frequente dell'uso di metodiche a raggi X per la guida e il controllo delle procedure, con esposizione al paziente e in parte all'operatore;
- uso di mezzo di contrasto intra-arterioso o intra-venoso;
- operatore-dipendenza: il buon esito della procedura è legato all'esperienza dell'operatore;

## Radiologia interventistica vascolare

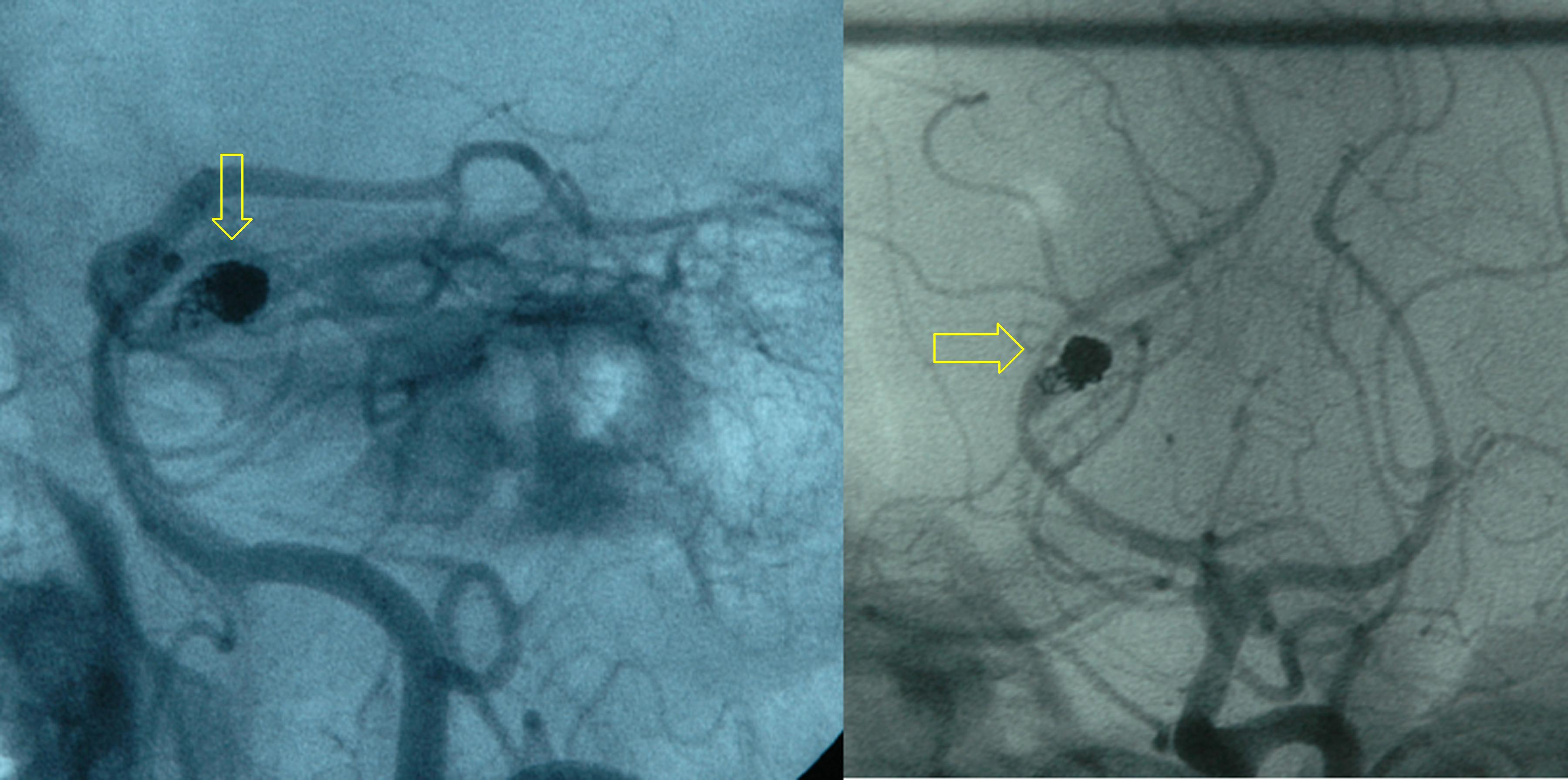

Ad oggi il 75% delle patologie vascolari può essere trattato tramite procedure interventistiche vascolari. Il medico radiologo interventista, in collaborazione con gli altri specialisti, svolge dunque un ruolo di primo piano nel trattamento della patologia vascolare.
Gli interventi comprendono l'angioplastica, l'embolizzazione, la fibrinolisi ed il posizionamento di filtri cavali e stent, oltre alla rimozione di corpi estranei intravascolari.

## Radiologia interventistica extra-vascolare
La radiologia interventistica extra-vascolare comprende interventi di chemioembolizzazione, di alcolizzazione e di termoablazione, le biopsie, i drenaggi percutanei e la vertebroplastica percutanea.